# Kellerton (Iowa)
Kellerton – miasto w Stanach Zjednoczonych, w stanie Iowa, w hrabstwie Ringgold. Zgodnie ze spisem statystycznym z 2000 roku, miasto liczyło 372 mieszkańców.